# Apollodorus van Damascus
Apollodorus van Damascus was een beroemde Syrische of Griekse architect, bruggenbouwer en beeldhouwer, omstreeks 50 geboren in Damascus en aangesteld als officiële architect door keizer Trajanus.
In 97 werd hij door Trajanus aangesteld als zijn officiële architect. Vanaf dat jaar was hij verantwoordelijk voor vrijwel alle belangrijke monumenten en gebouwen, waaronder de brug van Trajanus, een stenen brug over de Donau, het Forum van Trajanus met de beroemde zuil van Trajanus, en de markten van Trajanus in 110. Hij maakte gebruik van de mogelijkheden van gegoten beton in plaats van de traditionele Romeinse bouwmethodes.
Na de dood van Trajanus in 117 zette hij zijn werk voort onder Hadrianus. Hij schreef een verhandeling over oorlogsmachines die hij opdroeg aan Hadrianus. Volgens Cassius Dio beging hij een fatale fout door kritiek te uiten op Hadrianus' eigen ontwerp voor de Tempel van Venus en Roma. Dit zou niet zijn getolereerd. Hij zou in 130 zijn verbannen en later op valse beschuldigingen ter dood zijn veroordeeld om daarna te zijn terechtgesteld.

## Voetnoten
1. ↑  George Sarton (1936). "The Unity and Diversity of the Mediterranean World", Osiris 2, p. 406-463 [430].
2. ↑  Encyclopaedia Britannica "Greek engineer and architect who worked primarily for the Roman emperor Trajan (reigned 98–117).". Gearchiveerd op 21 mei 2008.
3. ↑  Cassius Dio, 69, 4.

- Bibsys: 10079056
- Bibliothèque nationale de France: cb13609021r (data)
- Gemeinsame Normdatei: 118503669
- International Standard Name Identifier: 0000 0001 2144 2527
- Library of Congress Control Number: n94076135
- Nationale Bibliotheek van Israël: 987007385394905171
- Nederlandse Thesaurus van Auteursnamen: 069807000
- Istituto Centrale per il Catalogo Unico: CFIV181036
- LIBRIS: 339875
- Système universitaire de documentation: 06923910X
- Union List of Artist Names: 500018767
- Virtual International Authority File: 160958495